# Eoropie
Eoropie, schottisch-gälisch Eòropaidh, ist eine Ortschaft auf der schottischen Hebrideninsel Lewis and Harris.

## Lage

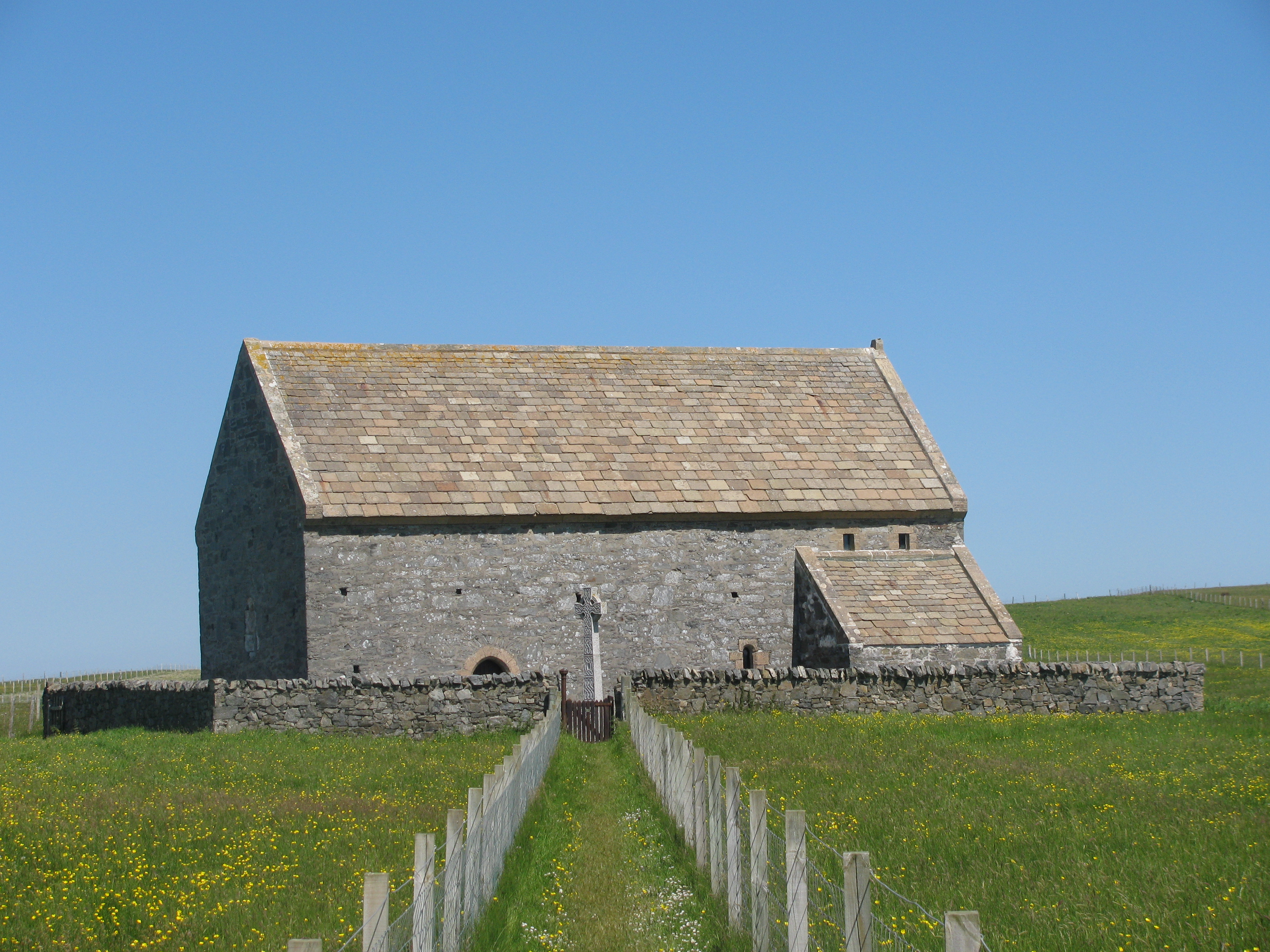
St Moluag’s Church

Eoropie liegt im Norden von Lewis, dem Nordteil der Doppelinsel. Es handelt sich um die am weitesten nördlich gelegene Siedlung der Insel und damit der Äußeren Hebriden. Bis zum Butt of Lewis, dem Nordkap von Lewis, sind es noch 1,5 Kilometer. Im Zentrum von Eoropie vereinigt sich die B8013 mit der B8014. Beide Straßen enden dort. Entlang der B8014 geht Eoropie nahtlos in die Ortschaft Fivepenny über. Stornoway, der Hauptort der Insel, befindet sich etwa 32 Kilometer südsüdwestlich. Die Ortschaft, deren Häuser linear entlang der Straße gereiht sind, liegt nahe der Westküste der Insel. Ein als Eoropie Beach bezeichneter Sandstrand befindet sich an einer flachen Bucht in 600 Meter Entfernung.

## Geschichte
Archäologische Funde deuten darauf hin, dass sich am Standort eine eisenzeitliche Siedlung befand. Auf der Kuppe einer Anhöhe nordöstlich der Ortschaft finden sich die Reste des abgegangenen Teampull Ronaidh („Ronanstempel“, „Ronanskapelle“), von dem angenommen wird, dass es sich um die früheste Kapelle in Nordlewis handelt. Seit 1992 ist das Objekt als Bodendenkmal geschützt. Die weiter südlich gelegene Ronansquelle wird in der Überlieferung als heilige Quelle bezeichnet. Die vermutlich mittelalterliche St Moluag’s Church liegt nördlich der Ortschaft und ist als Denkmal der höchsten Kategorie A geschützt.
Obschon fruchtbare Böden vorliegen, sind die Flächen aufgrund von Sandanwehungen von der Küste nicht optimal für die landwirtschaftliche Nutzung geeignet. Trotzdem handelte es sich bei Eoropie historisch um eine Croftersiedlung. Im Object Name Book der Ordnance Survey aus dem Jahre 1852 sind die ungünstigen Lebens- und Wohnbedingungen in Eoropie zu dieser Zeit vermerkt. Als Behausungen lagen Cottages mit Stroheindeckung vor. Auf der ersten Karte der Ordnance Survey aus den 1850er Jahren sind in Eoropie 25 bedachte und fünf unbedachte sowie drei als Ruinen vorliegende Gebäude verzeichnet.
Wurden 1871 noch 527 Personen in Eoropie gezählt, war die Einwohnerzahl zehn Jahre später bereits auf 408 gesunken. 1971 lebten 116 Personen in Eoropie.